# داواتاگاهامولاتنا
داواتاگاهامولاتنا (به لاتین: Dawatagahamulatenna) یک منطقهٔ مسکونی در سری‌لانکا است که در استان مرکزی (سری‌لانکا) واقع شده‌است.